# هيلموت هامان
هيلموت هامان (بالألمانية: Helmut Hamann)‏ هو منافس ألعاب قوى ألماني، ولد في 31 أغسطس 1912 في برلين في ألمانيا، وتوفي في 22 يونيو 1941 في بولندا.

## وصلات خارجية
- هيلموت هامان على موقع أوليمبيديا (الإنجليزية)